# Renault 7
Renault 7 (також R7) — легковий автомобіль, що є модифікацією суперміні Renault 5 з кузовом 4-дверний седан. Випускався компанією FASA-Renault в Іспанії в 1974—1984 роках.

## Історія
Технічно і зовні він був майже ідентичний Renault 5, але оснащувався меншими за обсягом двигунами. Довжина колісної бази седана збільшилася на 600 мм, хоча вона і відрізнялася від лівої і правої сторін внаслідок поперечного використання торсіонної задньої підвіски, що було характерно для багатьох автомобілів Renault в той час.
Ще однією відмінністю між Renault 7 і 5 були хромовані, а не пластикові бампери, що встановлюються на першу модель, що надавало їй більш елегантний вигляд. Спочатку обсяг встановлюваного в Іспанії двигуна становив 1037 см³. Було випущено близько 140 тис. Автомобілів, що мали, однак, обмежений успіх за межами внутрішнього ринку Іспанії, оскільки Renault пропонувала велику модель 12 за невелику ціну.
R7 запущена у виробництво через два роки після R5, в 1979 році вона піддалася рестайлінгу, в 1980 році отримала двигун більшого об'єму — 1108 см³. Запущена в 1980 році п'ятидверна версія R5 використовувала пристрій задніх дверей, аналогічно R7. R5 був істотно модернізований і R7 вже не виправдала б інвестицій в рестайлінг. Її виробництво було згорнуто в 1984 році, коли на зміну їй прийшла модель R9.

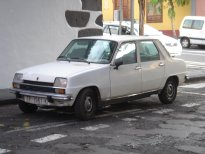
1-ше покоління Renault 7
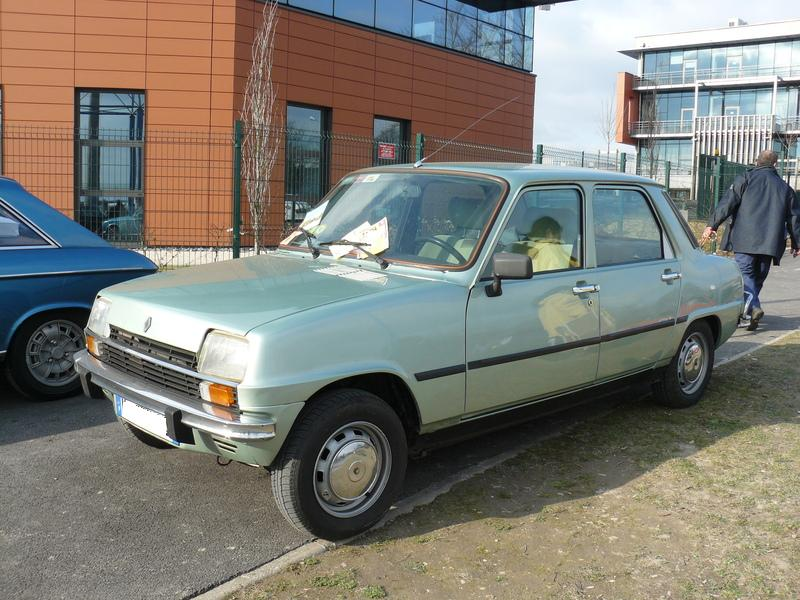
Renault 7 TL
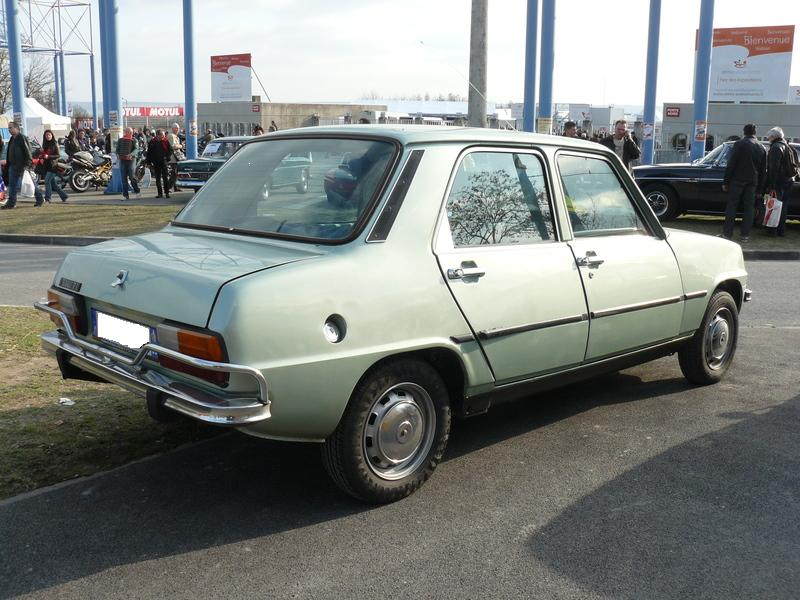
Renault 7 ззаду